# Искринская улица
Искринская улица (укр. Іскринська вулиця) — улица в Салтовском районе Харькова.

## Расположение
Начинается улица у проспекта Героев Харькова, а заканчивается пересечением с Артельной улицей в частном секторе. Дорога и тротуары асфальтированы. Улица по мосту пересекает реку Немышля.

## История
До первой половины XVIII века въезд в Харьков находился на Московской дороге (сейчас проспект Героев Харькова) в районе нынешней площади Героев Небесной сотни. Далее, на востоке, находилась Немышлянская слобода. За городом, с левой стороны от дороги была ветряная мельница и пивоваренный завод купца Прокофия Яковлевича Искры. После застройки этой территории образовавшаяся улица получила название Искринская.
В 1838 году при участии городского архитектора профессора А. А. Тона был разработан «План губернского города Харькова с его окрестностями», согласно которому границы города расширялись и на востоке доходили до Искринской улицы. Таким образом, к середине XIX века улица была в черте города.
В 1932 году оружейные мастерские, находившиеся на Искринской, были объединены в завод «Оружейник». Завод выпускал широкий ассортимент продукции и в том же году освоил выпуск электродвигателей малой мощности. В 1938 году «Оружейник» был переименован в Харьковский электротехнический завод (ХЭЛЗ).

## Здания и сооружения
- Общеобразовательная школа І—ІІІ ступеней № 33
- ОАО «Харьковский электротехнический завод „Укрэлектромаш“» — крупнейший украинский производитель асинхронных электродвигателей и бытовых электронасосов[4].